# Division di Honor 2023-2024 (Aruba)
La Division di Honor 2023-2024 è stata la sessantatreesima edizione della massima serie del campionato arubano di calcio. Il campionato è iniziato il 23 settembre 2023 e si è concluso il 6 giugno 2024. 
Il RCA è la squadra campione in carica, avendo conquistato il suo diciassettesimo titolo nazionale nella stagione 2022-2023. Il campionato è stato vinto dal Britannia. 

## Stagione

### Novità
Dal campionato 2022-2023 sono retrocessi in Division Uno l'Independiente Caravel, ultimo classificato della stagione regolare, e l'United, penultimo del campionato e sconfitto negli spareggi promozione/retrocessione. Al loro posto sono stati promossi dalla Division Uno Bubali e Caiquetio.

### Formula
Le 10 squadre partecipanti giocano un girone di sola andata, per un totale di 9 giornate. Al termine della stagione regolare, le prime 6 classificate si qualificano per la Kaya 6, un girone con partite di andata e ritorno, per un totale di 10 ulteriori giornate. Le prime 4 classificate della Kaya 6 si qualificano a loro volta per la Kaya 4, un ulteriore girone con gare di sola andata, per un totale di altre 3 giornate. Le prime due classificate della Kaya 4 si sfidano infine in una Gran Final per il titolo di campione di Aruba e la qualificazione alle competizioni CONCACAF.
L'ultima classificata della stagione regolare è retrocessa in Division Uno, mentre penultima e terzultima giocano uno spareggio promozione/retrocessione contro altrettante squadre di Division Uno.

## Squadre partecipanti
| Club               | Città      | Stagione precedente                  |
| ------------------ | ---------- | ------------------------------------ |
| Britannia          | Oranjestad | 3ª in Division di Honor - Kaya 4     |
| Bubali             | Noord      | Division Uno                         |
| Caiquetio          | Noord      | Division Uno                         |
| Dakota             | Oranjestad | 2ª in Division di Honor - Gran Final |
| Estrella           | Oranjestad | 5ª in Division di Honor - Kaya 6     |
| La Fama            | Oranjestad | 7ª in Division di Honor              |
| Deportivo Nacional | Oranjestad | 4ª in Division di Honor - Kaya 4     |
| RCA                | Oranjestad | Campione di Aruba                    |
| River Plate Aruba  | Oranjestad | 6ª in Division di Honor - Kaya 6     |
| Santa Fe           | Oranjestad | 8ª in Division di Honor              |

## Classifica

### Stagione regolare
|  | Pos. | Squadra            | Pt | G | V | N | P | GF | GS | DR  |
|  | ---- | ------------------ | -- | - | - | - | - | -- | -- | --- |
|  | 1.   | Dakota             | 23 | 9 | 7 | 2 | 0 | 26 | 9  | +17 |
|  | 2.   | Britannia          | 21 | 9 | 6 | 3 | 0 | 24 | 3  | +21 |
|  | 3.   | RCA                | 18 | 9 | 5 | 3 | 1 | 20 | 8  | +12 |
|  | 4.   | River Plate Aruba  | 15 | 9 | 4 | 3 | 2 | 21 | 9  | +12 |
|  | 5.   | Deportivo Nacional | 13 | 9 | 4 | 1 | 4 | 15 | 18 | -3  |
|  | 6.   | Estrella           | 12 | 9 | 4 | 0 | 5 | 20 | 27 | -7  |
|  | 7.   | La Fama            | 10 | 9 | 3 | 1 | 5 | 13 | 11 | +2  |
|  | 8.   | Bubali             | 10 | 9 | 3 | 1 | 5 | 12 | 25 | -13 |
|  | 9.   | Santa Fe           | 3  | 9 | 1 | 0 | 8 | 7  | 31 | -24 |
|  | 10.  | Caiquetio          | 2  | 9 | 0 | 2 | 7 | 5  | 22 | -17 |

Legenda:
      Ammessa alla Kaya 6.
  Partecipa agli spareggi promozione/retrocessione.
 Retrocessione diretta.

### Kaya 6
|  | Pos. | Squadra            | Pt | G  | V | N | P | GF | GS | DR  |
|  | ---- | ------------------ | -- | -- | - | - | - | -- | -- | --- |
|  | 1.   | Dakota             | 24 | 10 | 7 | 3 | 0 | 29 | 6  | +23 |
|  | 2.   | Britannia          | 17 | 10 | 5 | 2 | 3 | 18 | 12 | +6  |
|  | 3.   | Deportivo Nacional | 16 | 10 | 4 | 4 | 2 | 19 | 15 | +4  |
|  | 4.   | Estrella           | 13 | 10 | 4 | 1 | 5 | 15 | 26 | -11 |
|  | 5.   | RCA                | 12 | 10 | 3 | 3 | 4 | 12 | 7  | +5  |
|  | 6.   | River Plate Aruba  | 1  | 10 | 0 | 1 | 9 | 6  | 33 | -27 |

Legenda:
      Ammessa alla Kaya 4.

### Kaya 4
|  | Pos. | Squadra            | Pt | G | V | N | P | GF | GS | DR  |
|  | ---- | ------------------ | -- | - | - | - | - | -- | -- | --- |
|  | 1.   | Dakota             | 7  | 3 | 2 | 1 | 0 | 9  | 2  | +7  |
|  | 2.   | Britannia          | 5  | 3 | 1 | 2 | 0 | 4  | 2  | +2  |
|  | 3.   | Deportivo Nacional | 4  | 3 | 1 | 1 | 1 | 7  | 5  | +2  |
|  | 4.   | Estrella           | 0  | 3 | 0 | 0 | 3 | 6  | 17 | -11 |

Legenda:
      Ammessa alla Gran Final.

### Finale
| 6 giugno 2024 Finale                         | Dakota               | 1 – 1 (d.c.r.) | Britannia |  |
| \| \| \| \| \| \| Tiri di rigore 4 – 5 \| \| |                      |                |           |  |
|                                              |                      |                |           |  |
|                                              | Tiri di rigore 4 – 5 |                |           |  |